# Clytia simplex
Clytia simplex is een hydroïdpoliep uit de familie Campanulariidae. De poliep komt uit het geslacht Clytia. Clytia simplex werd in 1902 voor het eerst wetenschappelijk beschreven door Browne. 